# اسپروس
اسپروس (انگلیسی: Sporus) پسر جوانی بود که احتمالاً مورد علاقه نرون، امپراتور روم بود. نرون او را اخته کرد و با وی ازدواج کرد.